# Kool Savas
Savaş Yurderi, conosciuto come Kool Savas, KKS (King Kool Savas), Essah, S.A.V. o John Bello (Aquisgrana, 10 febbraio 1975), è un rapper tedesco.
Ha ascendenze turche ed è uno dei più influenti artisti della scena rap tedesca.

## Biografia
Kool Savas è nato in Germania, e all'età di un anno si trasferì in Turchia con la propria famiglia. Suo padre (proveniente da Çorum), fu però imprigionato per via di un suo comportamento politico. Ciò costrinse la madre di Savas a tornare in Germania (Aquisgrana). Nel 1987, la famiglia riunita si trasferì a Kreuzberg (un quartiere di Berlino) dove per la prima volta entra nel mondo rap tedesco. Kool Savas ha vissuto a lungo con la sua fidanzata Melbeatz (Melanie Wilhelm) a Berlino. La relazione è stata anche una questione di business, perché Melbeatz ha prodotto quasi tutti i beats per Savas. Tuttavia adesso sono separati.
Da quando ha diciotto anni Savas è un vegetariano.

## Carriera musicale
Agli inizi rappava Savas in inglese (in quegli anni conosciuto col nome "Juks") con delle Crews come gli "Basic Elements". La sua carriera da solista è iniziata con la EP "LMS" che ricevette attenzione per via dei suoi testi provocatori come ad esempio il brano "Schwule Rapper", "LMS - Lutsch Meinen Schwanz" (o "Pimplegionär" - apparso nella sua seconda EP Warum Rappst Du?. Tuttavia il successo arrivò con le RapCrews "Westberlin Maskulin" (composta da Kool Savas e dal rapper Taktloss), che si sciolse nell'aprile del 2000, e "M.O.R." (Masters of Rap - fondata dallo stesso Kool Savas e i due rapper FuManSchu e Justus Jonas). La sua ultima Crew fu quella interno dell´ etichetta discografica "Put Da Needle To Da Records" (PDNTDR), dove Savas era sotto contratto e che ha lasciato nel 2001 a causa delle crescenti differenze personali e artistiche. Poco dopo apparve un Disstrack, insieme al rapper Italo Reno & Germany, contro il boss dell'etichetta PDNTDR Peter Sreckovic, dove Savas spiega la motivazione per il quale lasciò l'etichetta accusandolo di averlo privato dei suoi meritati soldi.
Nel 2002 fondò la sua etichetta indipendente Optik Records dove ha pubblicato il suo primo Solo Album "Der beste Tag meines Lebens" per il quale ha anche ricevuto il premio del Comet e raggiunse il 6º posto della classifica degli Album tedeschi. Kool Savas ha collaborato con numerosi musicisti nazionali ed internazionali come: Azad, Curse, Moses Pelham, Samy Deluxe, RZA, J-Luv, Lumidee, Bligg, Jadakiss, Royce da 5'9", Kurupt, Engin, Xavier Naidoo, Mo Trip e Illmatic insieme.
Con la sua casa discografica ha cercato di costruire la sua etichetta con vari artisti a quell'epoca sconosciuti, ma con grande talento. Per esempio ha scoperto il talento del giovane turco Eko Fresh. Fino al punto che la "Optik Records" si sciolse, i rapper sotto contratto da lui furono: DJ Nicon, Melbeatz, Ercandize, Caput, Amar, Sinan, Dina Rae e Moe Mitchell.
Nel 2004 Eko Fresh ha pubblicato il Disstrack Die Abrechnung contro Savas. Nel febbraio 2005 apparve la risposta, ovvero il Disstrack Das Urteil contro Eko Fresh. Il brano è stato offerto sul sito Hip Hop "MZEE.com" come download gratuito sul quale è stato scaricato oltre 100.000 volte in pochi giorni mandando i server temporaneamente fuori uso, accompagnato da un video clip che gli spettatori di MTV lo votarono per ben 20 volte al primo posto nella classifica di Total Request Live. Ciò ha permesso a Kool Savas come primo artista tedesco di vincere il TRL Golden Tape.
Insieme al rapper Azad pubblicò Savas nel 2005 il Collabo Album One, contenente tra l'altro la Hit All 4 One. Il Beat di questa canzone è stata anche usata dal rapper statunitense Nas sul suo brano The Makings Of A Perfect Bitch. Nas aveva sentito il beat dai produttori Hip Hop del beat e ne fu così entusiasta, che fece chiedere ai produttori Hip Hop a Kool Savas e Azad se poteva ancora vendere il beat di All 4 One per una seconda volta. Savas e Azad acconsentirono. Dall'inizio del 2005, sostiene nel mondo del rap suo fratello Pawel (Sinan), suo cugino Dimi e suo cognato Igor.
Nell'estate del 2006, Kool Savas fondò insieme NoCode e Ruff Nuff la Optik Schweiz, un Sublabel di Optik Records nella Svizzera.
Il 2 novembre del 2007 apparve il secondo Solo Album di Kool Savas Tot oder lebendig. L'album è stato prodotto interamente da Melbeatz. Il primo video è stato Der Beweis il quale raggiunse nella show di MTV TRL il primo posto nella categoria TRL Most Wanted. La Titletrack (Tot oder lebendig) dell'album fu pubblicato come singolo il 7 dicembre e utilizza la melodia del brano Bokura no Bōken della Band giapponese Kids Alive, che è la sigla di chiusura della serie anime popolari Hikaru no Go.
Nel numero di dicembre del 2009 della rivista tedesca influente dell'Hip Hop-Magazin Juice è stato nominato come "miglior MC (Master of cerimonies), tedesco".
È stato annunciato che l'11/11/11 uscirà il suo prossimo album intitolato "Aura" .

## Discografia
- 2002 - Der beste Tag meines Lebens
- 2007 - Tot oder lebendig
- 2011 - Aura

## Premi e riconoscimenti
Comet:
- 2003: nella categoria „Hip-Hop National“

TRL:
- 2005: Golden Tape nella categoria „Miglior Video“ (Das Urteil)

Bundesvision Song Contest:
- 2012: vincitore con il singolo „Ich schau nicht mehr zurück“ (con Xavier Naidoo)

Disco d´oro in Germania:
- 2002: per l'album Der beste Tag meines Lebens
- 2012: per l'album in collaborazione Gespaltene Persönlichkeit (con Xavier Naidoo)